# Los Nabucodonosorcitos
Los Nabucodonosorcitos (Twiddlebugs en la versión original) eran personajes del programa infantil Barrio Sésamo y eran unos bichillos bastante ingenuos que vivían en la maceta de Epi. Su hogar era un cartón de leche con una pajita a modo de chimenea.
A menudo, tenían que afrontar difíciles decisiones como ir al zoo en menos de tres días, salir de una habitación o colgar un sello en la pared (a modo de cuadro) Lo más fácil para ellos ante tales situaciones sería rendirse, pero gracias a la colaboración de todos y cada uno de los Nabucodonosorcitos, siempre se las apañaban para solucionar cada problema que aparecía. Esos momentos de triunfo eran causa de celebración para los Nabucodonosorcitos, inconscientes de que la solución a la que llegaban era raras veces la más lógica.
La familia de Nabucodonosorcitos la componían:
- Tomás (Azul), que era el padre.
- Tessie (Violeta) que era la madre.
- Timmy (Rosa y naranja), el hijo.
- Tina (Magenta), la hija.